# Pico Rivera
Pico Rivera é uma cidade localizada no estado americano da Califórnia, no condado de Los Angeles. Foi incorporada em 29 de janeiro de 1958.

## Geografia
De acordo com o United States Census Bureau, a cidade tem uma área de 23 km², onde 21,5 km² estão cobertos por terra e 1,5 km² por água.

### Localidades na vizinhança
O diagrama seguinte representa as localidades num raio de 8 km ao redor de Pico Rivera.

## Demografia
Segundo o censo nacional de 2010, a sua população é de 62 942 habitantes e sua densidade populacional é de 2 927,96 hab/km². Possui 17 109 residências, que resulta em uma densidade de 795,88 residências/km².